# Prostitution au Paraguay
La prostitution au Paraguay est légale pour les personnes de plus de 18 ans, mais les activités connexes telles que la tenue de lupanars sont interdites. La prostitution est courante dans le pays. Les lupanars sont également courants, puisque même certains villages ruraux ont un petit bar / bordel à la périphérie.

## Asunción
Bien qu'il n'y ait pas de quartier chaud dans la capitale, Asunción, la prostitution de rue est répandue dans le centre-ville, en particulier autour de la Plaza Uruguaya. Les bordels sont également courants dans le centre-ville. Les prostituées peuvent également être trouvées dans les bars et les discothèques.
Il y a environ 30 «motels» dans et autour de la ville qui accueillent des rapports sexuels illicites. Louées à l'heure, les suites sont accessibles par un garage afin que les gens ne puissent pas être vus entrer ou sortir. Tous les rafraîchissements nécessaires sont commandés par téléphone et livrés par un volet dans la porte; le paiement se fait également par le volet. Le personnel ne voit jamais les clients.
Après la guerre du Paraguay (1864 à 1870), Asunción fut occupée par des troupes du Brésil, de l'Argentine et de l'Uruguay. De nombreuses femmes se sont tournées vers la prostitution. Un théâtre inachevé a été transformé en bordel où 400 femmes travaillaient et vivaient. Lorsque les troupes d'occupation se sont retirées de la ville, la Garde nationale argentine a ramené 300 prostituées à Buenos Aires avec elles. Dans une tentative de «nettoyer» la ville, les autorités ont envoyé de nombreuses prostituées dans les zones rurales du pays.

## VIH
Le VIH est un problème dans le pays et les professionnel (le) s du sexe constituent un groupe élevé. Depuis 1995, le gouvernement gère un programme pour les travailleuses du sexe dans le cadre de sa campagne «Lutte contre le sida». Les agents sociaux et de santé offrent un soutien, des informations, des tests gratuits et distribuent des préservatifs. Il y a une réticence à utiliser des préservatifs dans le pays, partie à cause de l'opposition de l'Église catholique. Certains clients proposent de payer plus pour des relations sexuelles sans préservatif.
En 2016, l'ONUSIDA a estimé la prévalence du VIH parmi les professionnel(le)s du sexe à 7%.

## Prostitution enfantine
La prostitution enfantine est un problème dans le pays. Les enfants pauvres sont trafiqués des zones rurales vers les centres urbains tels qu'Asunción, Ciudad del Este et Encarnación à des fins d'exploitation sexuelle commerciale. Les enfants des rues et les enfants qui travaillent sont des cibles courantes des recruteurs de la traite.
En 2002, le Programme international pour l'élimination du travail des enfants de l'Organisation internationale du travail a constaté qu'à Ciudad del Este, 250 des 650 travailleurs du sexe dans les rues étaient mineurs. Une étude réalisée en 2005 par le Fonds des Nations unies pour l'enfance a estimé que deux travailleuses du sexe sur trois étaient des filles mineures. De nombreuses ONG et organisations internationales s'efforcent de remédier à ce problème.

## Trafic sexuel
Le Paraguay est un pays d'origine, de destination et de transit pour les hommes, les femmes et les enfants victimes de trafic sexuel. Les femmes et les filles paraguayennes sont victimes de trafic sexuel dans le pays, et les Paraguayens transgenres sont vulnérables au trafic sexuel. Des milliers d'enfants paraguayens travaillent comme domestiques en échange de nourriture, de pension alimentaire et occasionnellement d'éducation ou d'une petite allocation dans un système appelé criadazgo ; beaucoup de ces enfants sont soumis à la servitude domestique et sont très vulnérables au trafic sexuel. Les autochtones sont particulièrement exposés au trafic sexuel. En 2015, les autorités ont signalé qu'au moins 24 femmes paraguayennes avaient été recrutées pour travailler en Turquie et exploitées plus tard dans la prostitution forcée dans des bordels à travers la Turquie, l'Espagne et la région nord de Chypre administrée par des Chypriotes turcs. La dépendance des réseaux de trafiquants internationaux sur les recruteurs locaux reste un problème. Les trafiquants offrent aux victimes leur liberté ou leur pardon de dettes s'ils recrutent d'autres victimes et s'appuient souvent sur les médias sociaux comme outils de recrutement. Les victimes étrangères du trafic sexuel au Paraguay viennent pour la plupart d'autres pays d'Amérique du Sud. Les victimes paraguayennes du trafic sexuel se trouvent en Argentine, en Espagne, au Brésil, au Chili, au Mexique, en Chine, en Colombie et dans d'autres pays. Des femmes paraguayennes sont recrutées comme passeuses de stupéfiants illicites en Europe et en Afrique, où elles sont soumises à la prostitution forcée.
Les ONG et les autorités ont signalé que des responsables gouvernementaux, y compris des policiers, des gardes-frontières, des juges et des employés du registre public, ont facilité la traite des êtres humains, notamment en acceptant des pots-de-vin de propriétaires de maisons closes en échange d'une protection, en extorquant des trafiquants présumés afin d'empêcher leur arrestation et en produisant des documents d'identité frauduleux.
Le bureau du département d'État des États-Unis chargé de surveiller et de combattre la traite des personnes a classé le Paraguay parmi les pays de niveau 2.